# Always Be My Baby
Always Be My Baby – piosenka pochodząca z albumu Daydream Mariah Carey. Pracą nad piosenką zajęła się Mariah wraz z Jermaine’m Dupri i Manuelem Seal. Produkcja wytypowana na trzeciego singla w Stanach Zjednoczonych i piątego w Europie, gdzie odnosił sukcesy. Do 2005 roku singiel na całym świecie sprzedał się w nakładzie miliona ośmiuset sztuk nośnika pokrywając się platynowym statusem w USA.

## Tekst piosenki
Wielu krytyków muzycznych uważało, że Mariah oprócz głosu posiada zdolność pisania o uczuciach czego kwintesencją jest album „Daydream”, co widać również w tej piosence. Temat, jaki podjęła tym razem tyczy się tego, co pozostaje po zakończeniu związku. Wskazuje, że bez względu na to jak potoczą się ich losy w pojedynkę to „zawsze będzie jej ukochanym” przez wzgląd na sentyment i łączące ich wspólne chwile i wspomnienia. Zarazem uważa, że w takich przypadkach tęsknota nie jest wystarczającym powodem aby dać sobie jeszcze jedną szansę dopóki nie zrozumie się i uzmysłowi straty.

## Listy przebojów
„Always Be My Baby” jako oficjalny singel został przesłany 26 marca 1996. W późniejszym czasie staje się jedenastym singlem w karierze Mariah na pierwszym miejscu Hot 100. Pomimo debiutu na szczycie listy singli „Fantasy” i „One Sweet Day” i ich promocji singel zadebiutował na drugiej pozycji, a na pierwsze miejsce dotarł po czterech tygodniach od wydania. Przez dwa tygodnie okupował miejsce pierwsze, a dziewięć tygodni drugie, dzięki czemu stał się pierwszym singlem Carey, który utrzymał się tak długo na miejscu drugim i czwartym takim singlem w historii. Podczas gdy „Fantasy” i „One Sweet Day” biły rekordy sprzedaży, „Always Be My Baby” był głównym hitem w radiach. Znalazł się także na pierwszym miejscu Hot R&B/Hip-Hop Singles & Tracks.
„Always Be My Baby” był najczęściej granym w radio singlem w 1996 roku i zdobył pierwsze miejsce Hot 100 Airplay pod koniec roku, choć przez cały rok ani razu nie pokazał się na pierwszym miejscu tej listy. Wraz z airplay, singel stał się numerem jeden na Adult Top 40. Zdobył też pierwszą piątkę Adult Contemporary i Top 40 Mainstream. Razem z „Hero” stał się jednym z najbardziej popularnych kawałków puszczanych w stacjach adult contemporary w XXI wieku.
Poza Stanami Zjednoczonymi piosenka okazała się sukcesem, ale nie udało jej się osiągnąć takiego poziomu jak wcześniejszym singlom. Singel znalazł się w pierwszej piątce w Kanadzie i Wielkiej Brytanii, gdzie poradził sobie lepiej niż poprzednie single z Daydream. Zdobył też pierwszą dwudziestkę w Australii.
W zestawieniu list całorocznych 96, utwór w Wielkiej Brytanii zajął 58 pozycję, a w Stanach 5.

## Teledysk
Singla promowały dwa teledyski, obydwa wyreżyserowane przez Mariah. W oryginalnej wersji piosenki Mariah wciela się w narratora huśtającego się w nocy nad jeziorem wśród drzew i opowiadającego historię pierwszej młodzieńczej miłości chłopaka i dziewczyny, którzy pod wpływem uczuć uciekają by pobyć razem pod osłoną nocy. Teledysk został zrealizowany podczas „Camp Mariah”, fundacji, którą sponsoruje.
Drugi teledysk, z serii remixów „Mr. Dupri” jest zapisem spędzania czasu w studiu, spotkaniu ze znajomymi. W teledysku znalazła miejsce dla tych, którzy tworzą jej otoczenie, swoich milusińskich. Ponownie pojawia się pies Jack, ale także po raz pierwszy zaprezentowała swoją nową zdobycz, którą sprezentował jej ówczesny mąż, kota himalajskiego – Puffy.

## Remixografia
Do piosenki powstało 11 remixów, które zostały podzielone ze względu na ich producentów.
David Morales zajął się wersjami dance, które znalazły się na jednym nośniku zwanym „The Remixes”. Z kolei produkcje JD, w których wykorzystał sampel z piosenki „Tell Me If You Still Care” The S.O.S. Band uznano je na tyle dobre, że postanowiono nagrać do niego wideoklip. Powstały także wersje reggae wyprodukowane przez Cory Rooney. Do remixów wszystkich producentów nagrano nowe wokale nie zmieniając tekstu oryginału utworu, jednak do niektórych wersji Mariah zaprosiła Da Brat, Xscape oraz Lil’ Vicious, którzy dodali swoje kwestie.
Always Be My Baby
1. Album Version – 4:18
2. Mr. Dupri Extended Mix featuring Da Brat & Xscape – 5:29
3. Mr. Dupri Mix featuring Da Brat & Xscape – 4:39
4. Mr. Dupri No Rap Radio Mix featuring Xscape – 3:41
5. Reggae Soul A Cappella – 4:39
6. Reggae Soul Dub Mix – 4:51
7. Reggae Soul Mix featuring Lil’ Vicious – 4:51
8. Always Club Mix – 10:23
9. Def Classic Radio Mix – 4:07
10. Dub-A-Baby – 7:13
11. Groove A Pella – 7:07
12. St Dub – 7:11

Produkcja i aranżacja: Mariah Carey i Jermaine Dupri
Koordynator produkcji: Manuel Seal
Muzyka: Jermaine Dupri, Mariah Carey, Manuel Seal
Słowa: Mariah Carey
Chórki: Mariah Carey, Melonie Daniels, Kelly Price, Shanrae Price
2,3,4 – Producent: Jermaine Dupri, Mariah Carey
Muzyka: Jermaine Dupri, Mariah Carey, Manuel Seal, Jimmy „Jam” Harris, Terry Lewis
Chórki: Mariah Carey, Xscape
Rap: Da Brat
5,6,7 – Producent: Cory Rooney
Muzyka: Jermaine Dupri, Mariah Carey, Manuel Seal
Chórki: Mariah Carey, Melonie Daniels, Kelly Price, Shanrae Price
Rap: Lil’ Vicious
8,9,10,11 – Producent: David Morales
12 – Remix: Satoshi Tomii

## Wersje singla
| Always Be My Baby (Promo)                          | Always Be My Baby (Promo)                               | Always Be My Baby (Promo) | Always Be My Baby (Promo) |
| Kraj                                               | Nr katalogowy                                           | Nośnik                    | Tytuł |
| -------------------------------------------------- | ------------------------------------------------------- | ------------------------- | --- |
| Stany Zjednoczone                                  | CSK 7633                                                | CD                        | 1. Album Version 2. Mr. Dupri No Rap Radio Mix 3. Mr. Dupri Mix                                                                         |
| Japonia                                            | SRDS 8308                                               | CD                        | 1. Album Version 2. Mr. Dupri Mix 3. Long Ago                                                                                           |
| Wielka Brytania                                    | XPR 2296                                                | Vinyl                     | 1. Mr. Dupri Extended Mix 2. Mr. Dupri No Rap Radio Mix 3. Album Version 4. Reggae Soul Mix 5. Reggae Soul Dub 6. Reggae Soul A Capella |
| The Remixes                                        |                                                         |                           | |
| Australia · Austria · Holandia · Wielka Brytania   | 663240 2 663104 5 663104 8 XPR 2299                     | CD CD Vinyl               | 1. Def Classic Radio Version 2. Always Club 3. Groove A Pella 4. St Dub                                                                 |
| Wielka Brytania                                    | 663334 5                                                | CD                        | 1. Def Classic Radio Version 2. Always Club Mix 3. Dub-A-Baby 4. Groove A Pella 5. St Dub                                               |
| Mr. Dupri/Reggae                                   |                                                         |                           | |
| Australia · Austria · Brazylia · Stany Zjednoczone | 662922 2/8 663104 2 44.012/2-663104 44K 78277/44T 78277 | CD\MC CD CD\MC            | 1. Mr. Dupri No Rap Radio Mix 2. Mr. Dupri Mix 3. Mr. Dupri Extended Mix 4. Reggae Soul Mix 5. Album Version                            |
| Stany Zjednoczone                                  | 38K 78276\38T 78276                                     | CD\MC                     | 1. Album Version 2. Mr. Dupri Mix 3. Slipping Away                                                                                      |

## Pozycje na listach przebojów
| Listy (1996)                                    | Najwyższa pozycja |
| ----------------------------------------------- | ----------------- |
| Australian Singles Chart                        | 17                |
| Canadian Singles Chart                          | 2                 |
| Costa Rica Chart                                | 4                 |
| European Hot 100                                | 19                |
| German Singles Chart                            | 76                |
| Irish Singles Chart                             | 10                |
| Israeli Singles Chart                           | 1                 |
| Japanese Singles Chart                          | 10                |
| Netherlands Singles Chart                       | 27                |
| New Zealand Singles Chart                       | 5                 |
| Swedish Singles Chart                           | 38                |
| UK Singles Chart                                | 3                 |
| U.S. Billboard Hot 100                          | 1                 |
| U.S. Billboard Hot R&B/Hip-Hop Singles & Tracks | 1                 |
| U.S. Billboard Top 40 Mainstream                | 3                 |